# 말라크
말라크(Malach)(F.A. 307-398)는 《실마릴리온》의 등장인물이다. 하도르 가문의 마라크의 아들이며, 형제로 임라크가 있다. 에스톨라드에 정착하여 살았으며, 그는 그곳에서 베오르 가문의 사람들과 더불어 살았다. 이후 서쪽에서 온 놀도르 대왕 핑골핀의 영역 히슬룸으로 들어가 요정에게 충성하였고 아내 짐라힌으로부터 두 명의 자식 아다넬과 마고르를 낳았다. 그는 자신의 동족을 에스톨라드에서 더욱 서쪽으로 이동하게 하였고 일부는 서쪽으로 향하는 대신 남쪽으로 떠나갔다. 요정과 함께 하면서 신다린을 배웠고 아라단이라는 이름을 얻게 된다.